# Ābrams Kleckins
Ābrams Kleckins, wcześniej: Ābrams Kļockins. (ros. Абрам Клёцкин; ur. 11 października 1933 w Rydze, zm. 23 sierpnia 2021 tamże) – łotewski scenarzysta i krytyk filmowy, dziennikarz i wykładowca, w latach 2007–2012 przewodniczący Narodowej Rady Radia i Telewizji (NRTVP).

## Życiorys
Po ukończeniu szkoły średniej w Rydze kształcił się w dziedzinie języka i literatury rosyjskiej na Łotewskim Uniwersytecie Państwowym (LVU). W latach 1957–1958 przez krótki okres pracował w szkole średniej w Auce jako nauczyciel oraz dziennikarz gazety pracowniczej ryskiej fabryki elektromaszynowej. Od 1959 do 1973 był dziennikarzem pisma „Padomju Jaunatne” („Młodzież Radziecka”). W 1973 uzyskał zatrudnienie w charakterze docenta Katedry Dziennikarstwa i Komunikacji LVU.
Był autorem scenariuszy filmowych, m.in. do radzieckiego filmu Vai viegli būt jaunam? (Czy łatwo być młodym?, 1987). Od lat zajmował się krytyką filmową oraz medioznawstwem. Był dyrektorem naukowym Międzynarodowego Sympozjum Dokumentalistów Filmowych w Jurmale. Był współzałożycielem i członkiem władz Europejskich Sympozjów Kina Dokumentalnego na Łotwie. Zajmował się również tematyką żydowską, pełni funkcję szefa projektu Międzynarodowego Centrum Naukowego „Jews in a changing world” („Żydzi w zmieniającym się świecie”).
Pracował jako ekspert oraz przewodniczący komisji praw człowieka i porozumienia międzyetnicznego w łotewskiej Fundacji Sorosa (łot. Sorosa fonds – Latvija).
Politycznie był związany z Nowym Centrum. 4 października 2007 Sejm wybrał go większością 67 głosów w skład Narodowej Rady Radia i Telewizji (łot. Nacionālās radio un televīzijas padome, NRTVP). Był kandydatem wysuniętym przez Centrum Zgody. W następnym tygodniu został wybrany przewodniczącym NRTVP. W styczniu 2009 posłowie Nowej Ery i Związku Obywatelskiego bezskutecznie próbowali odwołać go ze stanowiska. Nie wszedł w skład powołanej w lutym 2012 Narodowej Rady Mediów Elektronicznych (łot. Nacionālās elektronisko plašsaziņas līdzekļu padome, NEPLP).

## Nagrody
- 1997 – Nagroda Zgody Łotewskiej Fundacji Sorosa